# Bełżyce
Bełżyce je město a sídlo stejnojmenné gminy ve východním Polsku v okrese Lublin v Lublinském vojvodství. Nachází se zhruba 20 km západně od Lublinu, na řece Krężniczance. V roce 2022 zde žilo 6 067 obyvatel.

## Název
Lingvisté se dodnes neshodnou na přesném původu jména města. Podle etymologa Stefana Warchoła s největší pravděpodobností pochází ze jména Bełz, patřícího prapůvodnímu zakladateli . Slovo „belz“ dříve znamenalo též „zářící“. Někteří jiné etymologové však tvrdí, že název může pocházet i z ukrajinského belz – hluboké zarostlé údolí potoka.

## Historie
První novodobější osídlení pochází pravděpodobně z počátku 13. století stál na území dnešního města menší královský hrad. Budova byla převedena na místní magnáty, kteří v roce 1349 umožnili osídlit město podle magdeburských práv. V roce 1416 začal proces osidlování města a příští rok král Vladislav Jagellonský vydal oficiální dokument, dávající Bełżycím městská práva. Nejprve bylo město osídleno farmáři, řemeslníky, obchodníky a výrobci alkoholu. Byl zde postaven dřevěný kostel a vytvořena katolická farnost Konverze svatého Pavla. Od roku 1432, kdy byla získána dvě nová privilegia, je patrný velký rozmach – žili zde společně zástupci čtyř náboženství. Bełżyce byly v této době soukromým městem ležícím v Lublinském vojvodství, později také v Malopolské provincii Polské koruny.

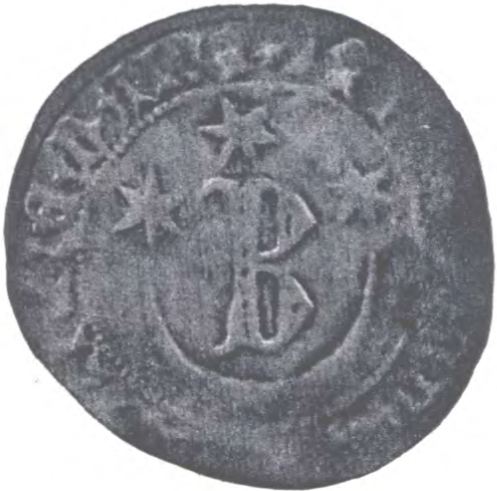
Městská pečeť z 15. století

16. a 17. století bylo obdobím velkého protestantského vlivu v oblasti. Bełżyce se staly protestantským, polským bratrským centrem Malopolska. V roce 1558 byl městským starostou Andrzejem Bzickim katolický kostel převeden na protestantský. Protestantský „režim“ byl tak rozvinutý, že starosta vydal pokyn obyvatelům, aby se účastnili bohoslužeb pod trestem pokuty nebo dokonce vězení. V roce 1575 došlo k intelektuální náboženské výměně mezi rabínem Jacobem Nachmanem z Belzyce a Martinem Czechowicem z Lublinu. Následující dvě století byla obdobím permanentních náboženských nepokojů (s katolickými pokusy dobýt kostel kolem roku 1630). Město dále stíhaly také požáry, nebo epidemie cholery a břišního tyfu.
V roce 1795, v důsledku dělení Polska, byly Bełżyce připojeny k Rakouskému císařství a staly se součástí nově zřízené správní oblasti, tzv. Západní Galicie. Od roku 1809 to bylo v hranicích krátkotrvajícího polského vévodství Varšavy a od roku 1815 Kongresového Polska, později násilně začleněného do území Ruska. 19. století bylo obdobím změn, kdy byl zdejší zámek přeměněn na lihovar. Po lednovém povstání, v rámci protipolských represí byly Bełżyce zbaveny městských práv na téměř 100 let. Město také postihly dva velké požáry – první v roce 1866, který zničil 25 budov, druhý v roce 1913. Celé město bylo téměř zničeno, avšak díky těmto událostem obyvatelé utvořili hasičský sbor. V roce 1917 žilo ve městě 3666 lidí, většinou židovského původu, díky důsledku ruských diskriminačních předpisů.
Během invaze do Polska v roce 1939 bylo město dobyto nacistickou německou armádou. Židé z Bełżyc a okolních měst (včetně Bychawy a Piotrowic) byli v prosinci 1940 přesídleni do asi tuctu domů na ulici Południowa (nyní ulice Tysiąclecia). Židy držené v přeplněném prostoru ghetta zdecimoval ve většině tyfus[nepřesný odkaz] a hrozné hygienické podmínky.  22. května 1942 bylo 3000 Židů z ghetta Bełżyce posláno do Majdanku a Sobiboru, kde byli umístěni do plynových komor. Z 2100 Židů z města válku přežilo jen asi 35. Židovská komunita tak v této době ve městě z naprosté většiny přestala existovat.
Druhá polovina 20. století přinesla městu drobná zlepšení. V roce 1958 byla Belżycím obnovena městská práva. V roce 1971 zde otevřela společnost Warmasz (Varšavská továrna na potravinářské stroje) svou pobočku, později nahrazenou továrnou na smetanové zařízení „Spomasz“. Před parlamentními volbami v roce 1989 začal ve městě působit Občanský výbor „Solidarita“, kterému předsedal Stanisław Listoś, a „Solidarita“ samostatně hospodařících rolníků, jejímž předsedou byl Roman Jaroszyński. V roce 1990 zde začaly vycházet noviny Gazeta Bełżycka. 3. května 2000, v den 95. výročí narození Tadeusze Kościuszka, byla v Bełżycích odhalena jeho nová socha, jeho předchozí byla v březnu 1999 ukradena.
17. března 2024 byl v Bełżycích slavnostně odhalen pomník majora Hieronyma Dekutowského „Zapora“.

## Doprava
Město leží poblíž křižovatky dvou silnic II. třídy regionálních významů, a to silnice č. 747, která vede z Lublina směrem k městu Opole Lubelskie a silnice č. 827, vedoucí od Bełżyc na Nałęczów. Kromě těchto dvou hlavních tahů vedou v okolí (a též centrem) mnohé silnice malých významů, které spojují okolní vesnice jako Czólna, Babin, nebo Ignaców. 
Nejbližší železniční stanice se nacházejí v Motyczi, zhruba 14 km od Bełżyc, či v Niedrzwicíc Duże. 12 km od Bełżyce se nachází letiště Lublin-Radawiec, které ale slouží jen místním spolkům, či meziměstským letům. Ve městě je v provozu též příměstská autobusová doprava, která odjíždí v pravidelných intervalech zejména do přilehlého Lublina.

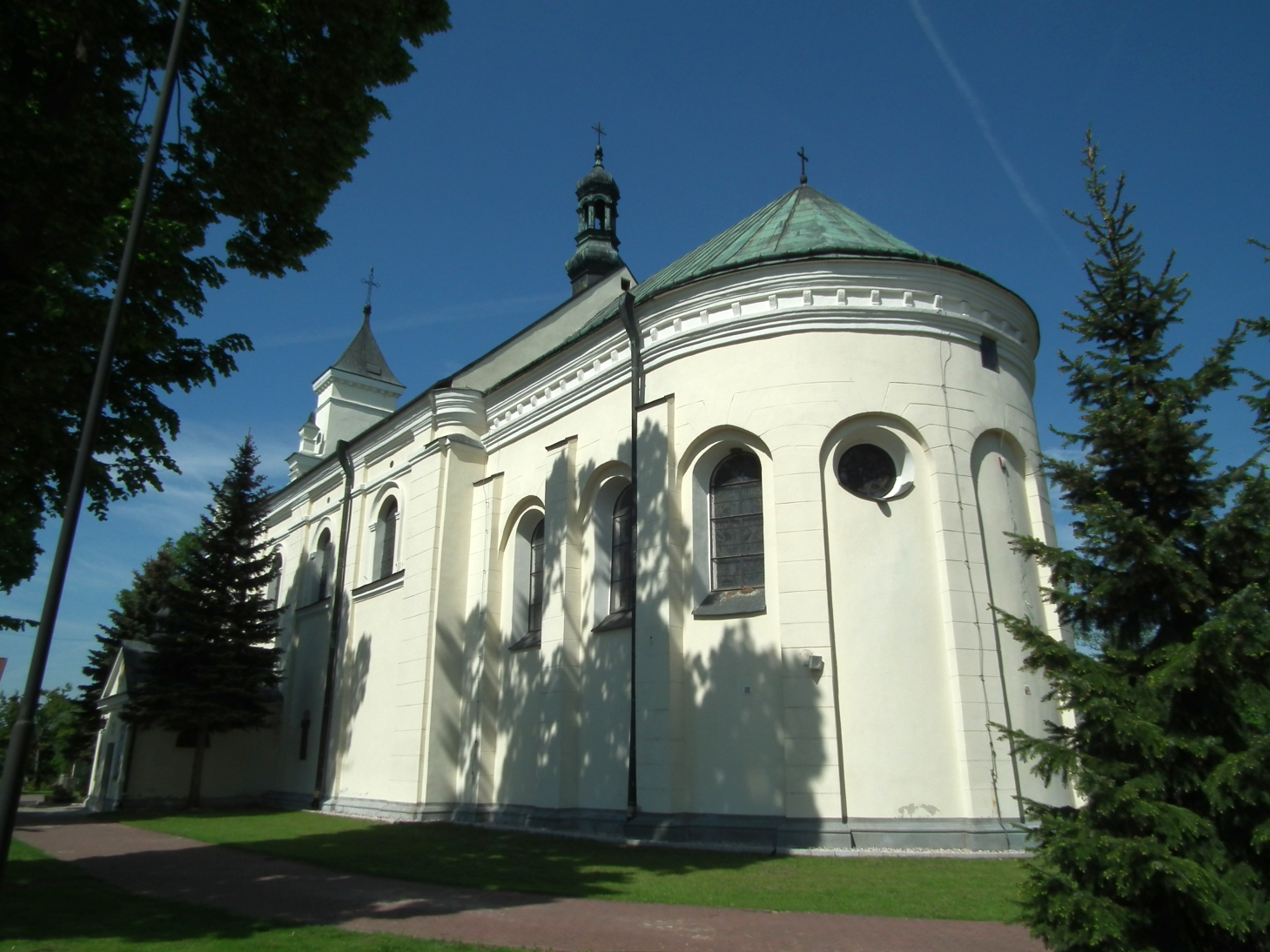
Pozdně renesanční farní kostel sv. Pavla

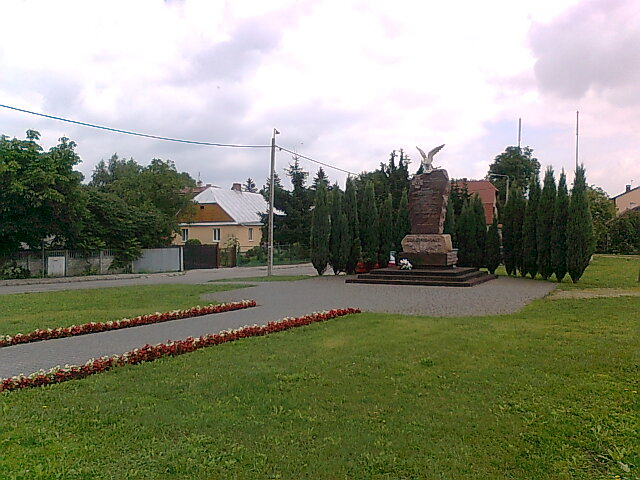
Pomník

## Pamětihodnosti
- Zámek z roku 1416, později přestavěný, dnes sídlo okresní nadace[11]
- Pozdně renesanční farní kostel sv. Pavła
- Židovský hřbitov z 19. století
- Budova zájezdního hostince z přelomu 18. a 19. století
- Brána na římskokatolický hřbitov

## Osobnosti spojené s městem
- Andrzej Maj - polský politik, aktivista politické strany ZLN, a místopředseda polského lidového Sejmu v letech 1919-1922
- Zygmunt Kamiński - polský římskokatolický biskup a akademický učitel
- Stanislaw Michalkiewicz - polský právník, esejista, publicista, zakladatel polské strany UPR
- Władysław Plewik - polský duchovní římskokatolický kněz, kněz Lodžské diecéze

## Partnerská města
- Barand, Maďarsko
- Brody, Ukrajina
- Szczerzec, Ukrajina
- Šaštín-Stráže, Slovensko